# Campus Party
Campus Party es una LAN Party, creada en España en 1997, que concentra aficionados a la informática, innovación, ciencia, creatividad, emprendimiento y ocio digital del mundo entero. En sus inicios se realizó en distintas localidades españolas como Málaga, Palma de Mallorca y Valencia; a partir de 2008 inició una expansión internacional con eventos en Brasil, Colombia, Ecuador, México, El Salvador, Reino Unido, Alemania y Costa Rica. Las actividades más comunes giran en torno a variados contenidos, entre los que están conferencias y talleres de astronomía, makers, desarrollo y programación, diseño, software libre, fotografía, emprendimiento, multimedia, drones, diseño de videojuegos, video, partidas de videojuegos multijugador. Además, está el intercambio de todo tipo de datos, información y de conocimientos en diversos campos temáticos relacionados con la temática del evento. Campus Party es reconocido como "el mayor evento de internet del mundo".
Para su creador, Paco Ragageles, Campus Party (CP) es más que una LAN Party, cuyos contenidos se quedan en temas como videojuegos y Linux, entre otros, sino que el Campus Party abre el espectro de posibilidades e incluye un objetivo formativo.

## Historia
Campus Party tiene su origen en diciembre de 1996 cuando en la Asociación Juvenil EnRED nace la idea de hacer públicas sus pequeñas "LAN Parties" privadas que se celebraban en la Casa de la Juventud de Benalmádena. Por aquellos tiempos, el término LAN Party era un eufemismo, ya que las tecnologías usadas estaban empezando a pasar del cable nullmodem (conexión entre dos ordenadores), a incluso montar una red en coaxial para unas 12-15 personas.
En febrero de 1997, Ragageles, recibe en Cadena 100 Málaga a la Asociación Juvenil EnRED de Benalmádena, municipio de la provincia de Málaga (Andalucía), donde le agradecen las cuñas publicitarias emitidas gratuitamente con motivo de la primera Ben-Al Party. A la vista de la idea, Paco Ragageles propone que colaboren juntos para organizar una "LAN Party", la primera Campus Party.
En mayo del mismo año Ricardo Tarno, director del Instituto de la Juventud, cede las instalaciones en las que se realiza el evento.
En abril de 1998 Ragageles ayuda a organizar la “Ben-Al Party 2”, ya que la segunda edición de la "Ben-Al Party" así se llamaba. Después de finalizar el evento, un grupo liderado en el plano tecnológico por los componentes de la Asociación Juvenil EnRED, y en el plano comercial por Ragageles, Belinda Galiano, Yolanda Rueda, Pablo Antón, Juanma Moreno, y Rafa Revert, deciden organizar una "LAN Party" de mayor importancia.

### Separación de EnRED
En agosto de 1998 se celebra la segunda edición de Campus Party alcanzando una gran repercusión en los medios de comunicación a escala nacional. Tras dicha edición, y debido a profundas desavenencias tanto en la gestión como en el concepto comercial del proyecto entre la Asociación Juvenil EnRED y el grupo antes mencionado, EnRED decide abandonar el proyecto que había comenzado y llevado a cabo en cuatro ocasiones, dejando libres a los componentes de la futura asociación E3 Futura la organización tecnológica y conceptual de las próximas ediciones, así como la explotación económica de la idea original.
En enero de 1999 se funda la asociación E3 Futura siendo Belinda Galiano presidenta de esta. En agosto del mismo año un grupo de universitarios provenientes de todo el país colaboran dando consistencia y estructura interna al evento:
- Grupo Universitario de Informática de la Universidad de Valladolid (GUI) proporciona coordinación y organiza los cursos y conferencias.
- Asociación de Jugadores Online organiza los servidores y competiciones de juegos.
- Grupo Centolos se encarga del área de Demoscene.
- GPUL del área de Linux
- Ideafix, un grupo de universitarios de la Facultad de Informática de la Universidad de Sevilla, configuran la red y dan un elevado soporte tecnológico a la Campus Party.

### Desarrollo
En septiembre de 1999 Manuel Toharia ponente en la Campus Party habla con Paco Ragageles y le sugiere el crecimiento del evento. Ragageles reconoce que se siente ilusionado por realizar el evento en el Museo de las Ciencias Príncipe Felipe de Valencia, sin saber que Toharia iba a ser el director de dicho museo. De forma que este le ofrece la Ciudad de las Artes y las Ciencias (CAC) para hacer la Campus Party 2000.
En mayo de 2000, María Pilar Arguelles, directora general de la Ciudad de las Artes y las Ciencias se interesa personalmente y garantiza la realización del evento, a pesar de las obras en la inauguración del Museo de la Ciencia Príncipe Felipe, las cuales ponen en peligro la celebración de la CP 2000. En agosto de ese mismo año se inaugura la CP 2000 en la CAC de Valencia convirtiéndose en la mayor "LAN Party" de Europa en número de participantes conectados en red.[cita requerida]
En abril de 2001 nace CampusT1, como consecuencia de la división de los contenidos formativos de CP. CampusT1 adquiere la calidad de Universidad de Verano con la colaboración de la Universidad Politécnica de Valencia. En julio abre sus puertas albergando a 350 alumnos, impartiendo 8 cursos distintos y teniendo dos destacados conferenciantes: Al Gore y Nicholas Negroponte. En mayo del mismo año se abre el plazo de inscripción a la CP 2001 y en apenas 10 minutos se agotan las 1.600 entradas. En agosto, durante la CP, E3 Futura y Borja Adsuara, director general del Ministerio de Ciencia y Tecnología, acuerdan fundar del movimiento Cibervoluntarismo. En diciembre se funda el movimiento Cibervoluntarios en la Universidad Francisco de Vitoria en Madrid con el fin social de la alfabetización digital de los grupos de personas excluidos.
En agosto de 2002 CP cambia de lugar al parking del CAC debido a la demanda de plazas acogiendo en esta edición 3.000 campuseros.
En julio de 2004 la CP contiene más de 100 horas de formación, distribuida entre talleres, conferencias y workshop marcando con éxito el camino que seguirá CP. En este año la CP se instala sobre el lago principal del Museo de las Ciencias Príncipe Felipe donde se instala una gran carpa de 12.800 m² y en esta ocasión recibe a 4.500 campuseros. El evento se convierte en la mayor concentración de jugadores de PS2 en red del mundo y el primer encuentro del Movimiento Coca-Cola.
En febrero de 2005 nace la "Campus Party Experiences" dando lugar al compromiso del Grupo Futura para superar la brecha digital que plasma la creación de este evento itinerante que acerca las nuevas tecnologías de la información a los ciudadanos. En julio del mismo año la novena edición de la CP se celebra en la Feria de Valencia debido al crecimiento experimentado dejando atrás a la Ciudad de las Artes y las Ciencias. Los participantes de esta edición viven una CP rica en contenidos entre los cuales está la presencia de Neil Armstrong.
Desde el año 2008 Campus Party comenzó su expansión internacional con ediciones en Brasil, Colombia y El Salvador, este último auspiciado por la SEGIB (Secretaría General Iberoamericana) en el marco de la Cumbre Iberoamericana de jefes de Estado y de Gobierno. Una de las actividades que más ha llamado la atención es la denominada “Inclusión digital”, la cual ha logrado acercar la tecnología a los ciudadanos, sobre el uso del computador y los beneficios de internet.

## Áreas
Las áreas de los diferentes CP han evolucionado desde 1997 cada vez ampliando la perspectiva e incluyendo nuevas propuestas de trabajo. Las áreas que hasta el momento han sido materia de convocatoria son las siguientes: Linux, Demoscene, conferencias y proyecciones, astronomía, robótica (Campusbot), creatividad (Campuscrea), Campus I+D, desarrolladores, juegos, modding, Software libre y campus cinema.

## Ediciones
| Fecha                                                                     | Capacidad de participantes | Lugar                                                        | Áreas | Patrocinadores | Web oficial de esa edición                                |
| ------------------------------------------------------------------------- | -------------------------- | ------------------------------------------------------------ | --- | --- | --------------------------------------------------------- |
| 1997 Ben-Al Party, Semana Santa                                           | 50                         | Colegio Miguel Hernández Benalmádena, Málaga                 | Juegos | 3Com, OKI, Guillemot |                                                           |
| 1997 Campus P@rty, del 8 al 10 de agosto                                  | 250                        | Ceulaj en Mollina, Málaga                                    | Juegos, Linux, Demoscene, conferencia y proyecciones | 3Com, OKI, Guillemot y Unicaja | Web                                                       |
| 1998 Ben-Al Party 2, Semana Santa                                         | 250                        | Pabellón Municipal de Deportes Benalmádena, Málaga           | Juegos | 3Com, OKI, Guillemot, Dell |                                                           |
| 1998 Campus P@RTY, del 31 de julio al 2 de agosto                         | 500                        | Ceulaj                                                       | Juegos, Linux, Demoscene, conferencia y proyecciones | 3Com, OKI, Guillemot y Unicaja | Web                                                       |
| 1999 Campus Party 2k-1, del 2 al 8 de agosto                              | 650                        | Ceulaj                                                       | Juegos, Linux, Demoscene, conferencia y proyecciones | Telefónica Data, OKI, IDG, Guillemot y Unicaja | Web                                                       |
| 2000 Campus Party, del 7 al 13 de agosto                                  | 1.600                      | Museo de las Ciencias Príncipe Felipe, Valencia              | Juegos, Linux, Demoscene, Java, Diseño, Música y Mac | Generalidad Valenciana, Telefónica Data, CISCO y SUN | Web                                                       |
| 2001 Campus Party, del 7 al 10 de agosto                                  | 1.600                      | Museo de las Ciencias Príncipe Felipe, Valencia              | Juegos, Linux, Demoscene, Java, Diseño, Música y Mac | Ministerio de Ciencia y Tecnología, Generalidad Valenciana, Microsoft, Telefónica Data, CISCO, SUN | Web                                                       |
| 2002 Campus Party VI edición, del 5 al 11 de agosto                       | 3.000                      | Parking de la Ciudad de las Artes y las Ciencias de Valencia | Juegos, Linux, Diseño y Música y un taller de robótica | Ministerio de Ciencia y Tecnología, Generalidad Valenciana, Microsoft, Telefónica Data, CISCO, SUN | Web                                                       |
| 2003 Campus Party, del 11 al 17 de agosto                                 | 4.000                      | Parking de la Ciudad de las Artes y las Ciencias de Valencia | Juegos, Linux, Diseño y Música. Talleres de Robótica, Astronomía y Wireless | Telefónica, Generalidad Valenciana, Ayuntamiento de Valencia, MCyT, Injuve, Microsoft, Telefónica Data, Cisco Systems, Intel, BBVA, Coca-Cola, PlayStation 2, Soldados.com | Web                                                       |
| 2004 Campus Party, del 27 al 31 de julio                                  | 4.500                      | Carpa en la Ciudad de las Artes y las Ciencias de Valencia   | Juegos, Linux, Diseño, Música y PS2. Talleres de Astronomía y Wireless | Telefónica, CAC, Generalidad Valenciana, Ayuntamiento de Valencia, MCyT, Cisco Systems, Fujitsu, Batch-Pc, Cesser, Coca-Cola, PlayStation 2, Soldados.com, Blue Joven, Iberdrola, Pioneer | Web                                                       |
| 2005 Campus PartyTM, del 25 al 31 de julio                                | 5.500                      | Feria de Valencia                                            | Acción y Estrategia, deporte, consolas, simulación, campuscrea, software libre, campusbot, modding, Astronomía, desarrollo de juegos | Meade, Ask Jeeves, Telefónica, Generalidad Valenciana (GVA), Ayuntamiento de Valencia, Apple, Xbox, Nokia– Club, Nokia – Ngage, Coca – cola, PCCity, Technology Main Informática (TMI), Nec, Logitech, HP, Intel, Ministerio de Defensa, Marca, EA, IBM, Mitsubishi Electrics, Salicru, Panda Software, Vedat Mediterráneo, Osmoca, Iberdrola, Powerball, TrackIR | Web                                                       |
| 2006 10.ª Campus Party, del 24 al 30 de julio                             | 5.500                      | Feria de Valencia                                            | Astronomía, campusbot, campuscrea, campus I+D, desarrolladores, juegos, modding, simulación, software libre, campus cinema | Generalidad valenciana, Telefónica, Ayuntamiento de Valencia, Valencia Ya, Ministerio de Industria, Asus, Marca.com, Rodilla, Xbox360, turismo y comercio | Web                                                       |
| 2007 11.ª Campus Party Valencia, del 23 al 29 de julio                    | 8.100                      | Feria de Valencia                                            | Astronomía, CampusBot, CampusCrea, Desarrolladores, Juegos, Modding, Simulación, Software Libre. | Generalidad valenciana, Telefónica, E3 Futura, Ayuntamiento de Valencia, Fundación Generalidad Valenciana, Fundación Ciudad de las artes y las ciencias, Ciudad de las artes y las ciencias, Movistar, Google, Fuerzas Armadas, Correos, Coritel, Telefónica, PC City, WGT, PlayStation, Oracle, Intel, Procuerve, Masked Dummies, Symantec, Telepizza, Rodilla, Feria de Valencia, Logitech, Asus, World Of Conflict, Shandy Cruzcampo, Calippo, Renfe, HP, Philips, EA, Konami, Wii, Otakuland, Strato, Aula Temática, Visine, Paysafecard, Dremel, Windows Live, Marca, 40.com, Qué!, Elpais, Meristation, SondasEspaciales.com, Mundobot.com, Esne, La Salle, Simulación.es, Simauria, Gamers, Astronomía, Uem, A.R.D.E., AU, Cibersur, Ifara, Noticias 3d, TrenTic, Unión Radioaficionados Españoles, Trensim.com, Astroeduca.com | Web                                                       |
| 2008 1.ª Campus Party Brasil, del 11 al 17 de febrero                     | 3.000                      | Bienal de São Paulo                                          | Astronomía, CampusBlog, CampusCrea, Desarrolladores, Juegos, Modding, Simulación, Robótica, Software Libre. | Generalidad Valenciana, Telefónica, E3 Futura, Gobierno de São Paulo, UOL, Intel | Web Archivado el 12 de marzo de 2012 en Wayback Machine.  |
| 2008 I Campus Party Colombia, del 23 al 29 de junio                       | 2.430                      | Corferias Bogotá                                             | Astronomía, CampusBot, CampusBlog, CampusCrea, Desarrolladores, Juegos, Simuladores, Software Libre, Inclusión Digital | Telefónica Telecom Colombia, Futura Networks, Fundación Telefónica, SENA, Maloka, Ministerio de Comunicaciones de Colombia, Banco BBVA Colombia, DELL, Codensa, Movistar, Red Bull, Postobon, Avianca, ASD, Intel, Sony, Nokia, Renault, Kirvit Technology, PCSmart, Metrotel, Telebucaramanga, Huawei, Levis, Quorum, GamersOn, Alcatel-Lucent, Dremel, Valencia | Web                                                       |
| 2008 12.ª Campus Party Valencia, del 28 de julio al 3 de agosto           | 8.973                      | Feria de Valencia                                            | Astronomía, CampusBot, Modding, CampusBlog, GoogleHack, Campus Crea, Juegos, Simulación, Software Libre, Telefónica I+D, CPLabs, Campus Verde, Inclusión Digital | E3 Futura, Telefónica, Generalidad Valenciana (GVA), Ayuntamiento de Valencia, Ciudad de las Artes y las Ciencias de Valencia, Fundación Generalitat, Valenciana Iberdrola, Feria Valencia, Google, Intel, Coca Cola, Coritel, Norton, PC City, Oracle, BBVA, XBOX 360, Wii, Rtve.es, El País.com, FECYT, HP innovation ProCurve Networking, Ford, Logitech, Asus, Telepizza, Rodilla, Shandy Cruzcampo, Calippo.com, Renfe, EA, Windows Life, Zed, Deego, Cool think, Antec, HP, Activision, 2K, Dremel, Conan, Juguetronica, Konami, Cenatic, Citic, Spinvox, 20minutos.es, Marca.com, Dalealplay.com, Hoy tecnología, GOA, Cibersur, Sondas, espaciales.com, La Salle, Pixel y Dixel , Hard – h2o.com, Simulación.es, Simauria Networks, IEEE, A.R.D.E., DOID, PoLinux, Laboratorio para Experimentación en Espacio y Microgravedad LEEM, EESA, Mundobot.com, Instituto de Astrofísica de Canarias IAC, INTA, Quarks Robotics, Asociación de técnicos de Informática, Pileus, Jdome, Cepis, Massage me, HFG, Award Fabrik, TopLaptop, Astronomía, Gran Telescopío Canarias GTC, Zeroemissions , Ziclotech.com, AstroEduca.com, Ozú | Web                                                       |
| 2008 I Campus Party El Salvador, del 28 de octubre al 1 de noviembre      | 600                        | Polideportivo Ciudad Merliot                                 | CampusCrea, Astronomía, CampusBot, Innovación, Modding, Ocio Digital | Telefónica, E3 Futura, Secretaría General Iberoamericana SEGIB, Gobierno de la República de El Salvador, XVIII Cumbre Iberoamericana El Salvador 2008, AECID, Terra, Movistar, ProCurve, Ministerio de la igualdad – Gobierno de España, Rtve.es, Organización Iberoamericana de, Juventud OIJ, Secretaría de la Juventud, ONU, Programa Mundial de Alimentos, Plan Avanza – Gobierno de España, Universidad Francisco Gavidia, Ciudad del Saber Panamá, La prensa gráfica, Intel | Web                                                       |
| 2009 II Campus Party Colombia, del 6 al 12 de julio                       | 3.671                      | Corferias Bogotá                                             | Ciencia: Astronomía, CampusBot, Modding; Creatividad: CampusBlog, CampusCrea, CampusMac; Innovación: Desarrolladores, Software Libre; Ocio Digital: Juegos, Simulación; Campus Experience: Campus Futuro, Inclusión Digital; Momentos Telefónica | Telefónica - Telecom, Alcaldía Mayor de Bogotá, Secretaria de Desarrollo Económico, Servicio Nacional de Aprendizaje (SENA), Ministerio de Comunicaciones, Ministerio de Educación, Fundación Telefónica, Fuerza Aérea Colombiana, Secretaría General Iberoamericana (SEGIB), Carrefour, Banco BBVA, Renault, Postobon, HP ProCurve Networking, Techpeople, Place to pay.com, Axe Day Night, Gillete, Ishop, Eltiempo.com, Movistar, Red Bull, Los 40 Principales, RCN televisión, Vive.in, Terra.com, Revista Gamerson, Ennovva, Naska Digital, algoparati, KOE, Cymetria Group S.A., Avianca, ASD, Esenses Tech bag, Plan TIC Colombia, MIpyme digital, Linksys by Cisco, Juan Valdez Café, UNAD, Sony, Sure Computers, Juvenia Celestron, Genius KYE, Qualification Technology Ltda, www.colombia.travel. | Web                                                       |
| 2009 13.ª Campus Party Valencia, del 27 de julio al 2 de agosto           | 6.077                      | Ciudad de las Artes y las Ciencias                           | Astronomía, CampusBot, Modding, CampusBlog, Diseño, Fotografía, Música, Vídeo, CPLabs, Desarrolladores, Seguridad/Redes, Software Libre, Consola, Juegos PC, Simulación | Telefónica, Generalidad Valenciana (GVA), Ayuntamiento de Valencia, Ciudad de las Artes y las Ciencias de Valencia, Fundación Generalidad Valenciana Iberdrola, Plan Avanza, Ministerio de Industria, Turismo y Comercio, Foro Internacional de Contenidos Digitales (Ficod), Ministerio de Ciencia e Innovación, Fundación Española para la Ciencia y la Tecnología (Fecyt), Aecinn, Ministerio de Defensa, BBVA, Nokia, Coritel, Accenture, Intel, Bwin.com, Panda Security, PCCity, Gillete, Windows, Xbox, Nintendo, Telefónica Investigación y Desarrollo, Coca – Cola, Movistar, HP, ProCurve Networking, Ubisoft, 2kgames, Antec, Renfe, Telepizza, Frigo, Sondas Espaciales, Asociación de Robótica y Domótica de España (A.R.D.E.), Hard – h2o, Pixel y Dixel, Electronic, Sports League (ESL), Simulación, Africa 10, Simauria Networks, RTVE, Hoy tecnología, El País, Las Provincias, Marca.com, MeriStation, Cibersur, AU Agencia Urbana, Gaceta Universitaria, Super, Deporte, Canon, Adobelabo, Imagineer Systems, Video2brain, Dremel, La Salle, Juguetrónica, Codemasters, Powerball, AstroIdea, Asociación de Desarrolladores de Ocio Interactivo Digital (Doid), Tolerancia cero, Institut Valencia de la Joventut (Ivaj), Astroeduca, Foro 3D, Hiphophispano, Ecole, Polytechnique Federale de Lausanne, Instituto Italiano de Tecnología (iit), Multitouch, Wheelsurf, Dinámica Media, Eric Holm, Emotiv Systems, Burn , K-Tuin, Asus, Burst Observer and Optical, Transient Exploring System, La Comuna, Guitar hero, Abser juegos, Af guitars | Web                                                       |
| 2010 III Campus Party Colombia, del 28 de junio al 4 de julio             | 4.110                      | Corferias Bogotá                                             | Ciencia: Astronomía, CampusBot, Modding; Creatividad: CampusBlog, CampusCrea, CampusMac; Innovación: Desarrolladores, Software Libre; Ocio Digital: Juegos, Simulación; Campus Experience: Campus Futuro, Inclusión Digital; Momentos Telefónica | Telefónica - Telecom, Alcaldía Mayor de Bogotá, Servicio Nacional de Aprendizaje (SENA), Ministerio de las TIC, Ministerio de Educación, Fundación Telefónica, Renault, Movistar; Colaboradores: Game Technology, Dunkin Donuts, Wavion, Grupo de investigación ERA, Laneros.com, Cafe guauguau, SOFA, Geek the planet, PCK, UNAD, entre otros. | Web                                                       |
| 2011 III Campus Party México, del 18 al 24 de julio                       | 7.000                      | Expo Bancomer Santa Fe                                       | Ciencia Astronomía y Espacio Robótica Hardware y Modding Cultura Digital Artes Visuales Música Social Media Innovación Desarrollo de Software Cultura Libre Seguridad y Redes Ocio Juegos Actividades Especiales Campus Debate Iron Geek Rally Aéreo Robótico Wayra Startup Week Barcamp eMéxico LTE Zona Visitantes Expo Campus Futuro Inclusión Digital Campus Verde | Gobierno Federal, Movistar, FuturaNetworks, ASUS Archivado el 18 de julio de 2011 en Wayback Machine., BBVA Bancomer, BLUSENS, Buscape, Cinepolis, HP,Archivado el 6 de julio de 2011 en Wayback Machine. | Web Archivado el 1 de octubre de 2009 en Wayback Machine. |
| 2014 III Campus Party El Salvador, del 27 de noviembre al 30 de noviembre | 2.500                      | CIFCO San Salvador                                           | Creatividad, Astronomía, CampusBot; Innovación: Desarrolladores, Software Libre; Ocio Digital: Juegos, Simulación; Campus Experience: Campus Futuro, Inclusión Digital; | Gobierno de El Salvador, Cámara de comercio e industria de El Salvador, Centro Cultural de la Embajada de España en El Salvador, Alcaldía de San Salvador, Joven 360, CIFCO, Expo El Salvador, Canal 12, El Diario de Hoy, Full fm 99.7, Human, Soya nutribar, Nescafe, Coca Cola, Pizza Papa Johns, Dreamland, Comic-Con, Tech Lovers, AFP Crecer, IMA Institute, Grupo Unicomer, Ivasión51, BANDESAL, Graylilne, La Cabina, Aerocasillas, Línea Ejecutiva, Ninja, Latin Interactive group, Astro, Banco Agrícola, Funzel, Urban Citi SLSV, Diario el Mundo, TVX, El Monstruo, Clan Companies, El Faro, Space Circus, FCBCREA, ArtCode, UTravel, AWEON, Creative Commons SV y ASCINE |                                                           |

### Campus Party 1997
La primera edición de Campus Party se celebró el 8, 9 y 10 de agosto de 1997 en el Polideportivo del CEULAJ. Las instalaciones donde se alojaron los campuseros son de alto nivel contando con alquiler de habitaciones y piscina. En la organización de esta edición colaboraron los organizadores de Euskal party encargándose ellos del área Demoscene. Y se repartieron 20 millones de pesetas en metálico.
En este primer evento se permitió el ingreso a los visitantes que no tenían ordenador. Como dato curioso, en esta edición el portal oficial de Campus Party fue censurado por el Gobierno Español debido a unos comentarios que fueron considerados machistas e incluidos en el portal y los cuales fueron retirados alegando ser un lapsus por parte de la organización[cita requerida].

### Campus Party 2008

#### Campus Party Brasil
El 2008 se marca como el año en el cual el evento se realiza por primera vez fuera de Europa y escoge el Hemisferio Occidental. Los dos primeros países que viven la experiencia son latinoamericanos: São Paulo, Brasil en febrero y Bogotá, Colombia en junio.
La asistencia en Brasil superó los 3.300 participantes y la asistencia diaria de un promedio de 100 mil visitantes.La conexión fue de 5,5 Gb/s y hubo un intenso intercambio de ideas alrededor del mundo tecnológico. Según los reportes de Campus Party, se realizaron en São Paulo 360 actividades oficiales como conferencias, talleres, debates, cursos y la participación de numerosas instituciones oficiales, privadas y ONG.
El evento fue patrocinado por la Prefeitura de São Paulo y Telefónica.

#### Campus Party Colombia

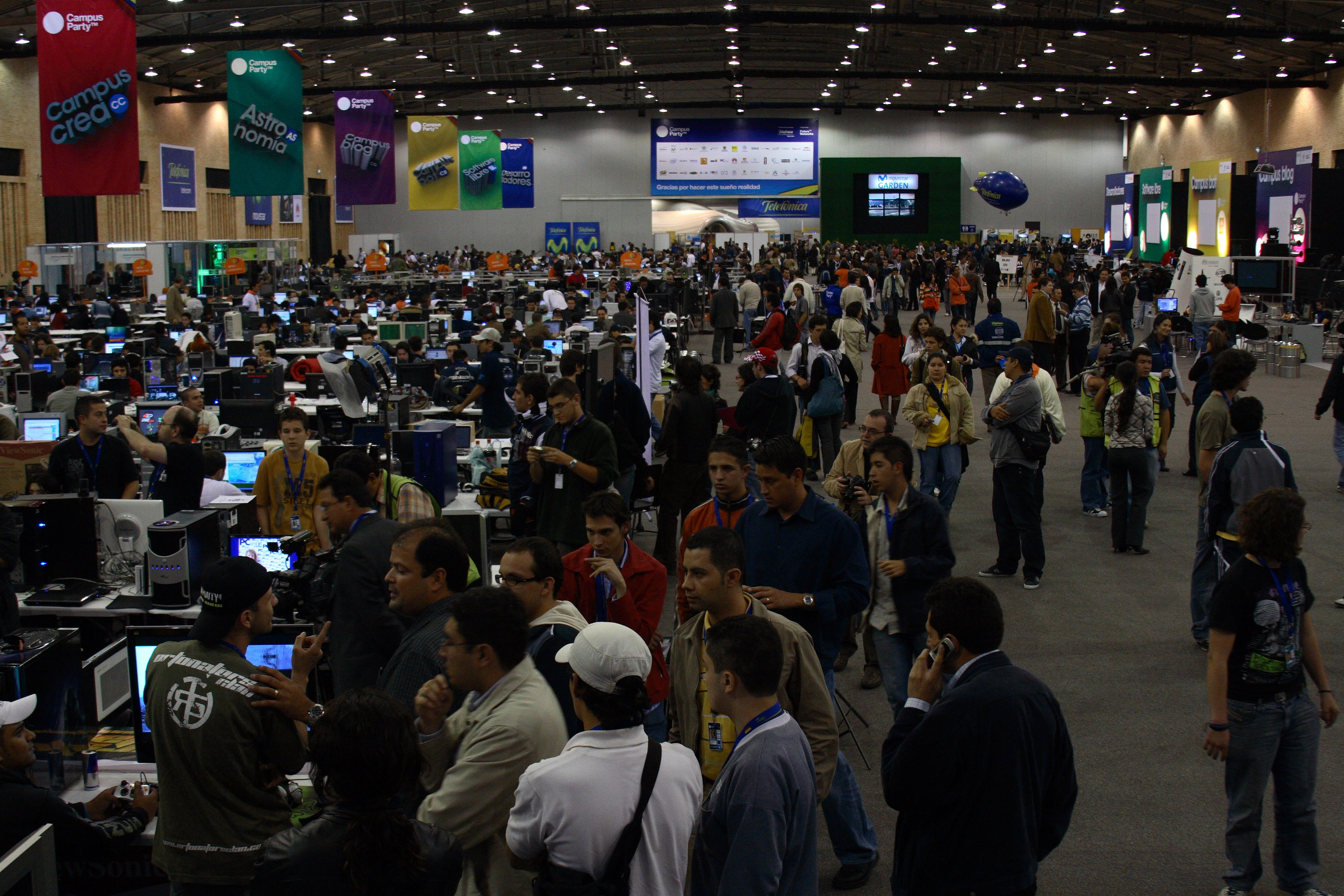
Arena Campuseros Campus Party Colombia 2008

La experiencia en Colombia aumenta esa expansión educativa y lúdica de Campus Party en el mundo. Dentro del balance del evento se encuentra que:
Tipo de consumo de internet
El porcentaje promedio de uso de internet es:
- 30% descargas de contenidos
- 70% cargas de contenidos

Comportamiento de las áreas de contenido.
Cada una de las ocho áreas temáticas contó con una gran asistencia a a las conferencias, talleres y concursos. Se entregaron todos los premios y se ejecutaron 206 horas de sesiones educativas y de transferencia de conocimiento, además de realizarse, por primera vez en la historia del evento, actividades ajenas al evento con fines recreativos dentro de la Arena del Campus

#### Campus Party Valencia
Asistieron a Valencia 8.973 participantes, de los cuales 6.000 tenían puesto en sala. Los campuseros contaron con un ancho de Banda de 7,5 Gb/s, disfrutaron de 300 horas destinadas entre talleres, conferencias y actividades y más de 60.000 m² de pabellones utilizados.
Campus Party es una ciudadela tecnológica en la cual se puede convivir, por lo tanto se ofrecieron 3.000 tiendas de campaña.

#### Campus Party Iberoamérica
Campus Party Iberoamérica se dio gracias al auspicio de SEGIB (Secretaría General Iberoamericana) en el marco de la Cumbre Iberoamericana de jefes de Estado y de Gobierno, en El Salvador.
Se reunieron 600 líderes de Internet para aportar ideas y compartir conocimientos. Campus Party Iberoamérica mostró iniciativas, proyectos y casos de éxito en Internet y nuevas tecnologías impulsados por jóvenes de toda la región.

### Campus Party 2009

#### Campus Party Brasil
En enero de 2009 Campus Party Brasil se realizó en el "Centro de Exposições Imigrantes", contó con la participación de 6.655 campuseros, quienes disfrutaron de una conexión de 10 Gb/s, así mismo aprovecharon 11 áreas de contenidos y 468 actividades.
Asistieron personalidades como: Tim Berners-Lee creador de la World Wide Web, expresó sus puntos de vista acerca de la universalidad de Internet, la web 3.0 y la portabilidad de datos que circulan a través de la Red más allá de las plataformas o sistemas operativos utilizados.
Demi Getschko quien ha participado en la creación de redes internacionales desde 1987 y fue parte del equipo que creó la primera conexión a Internet de Brasil.
Gilberto Gil, exministro de cultura brasileño quien presentó su visión sobre la tecnología y ofreció una conferencia sorprendente, puesto que la acompañó con su guitarra y unas canciones.
John "Maddog" Hall retó a los campuseros para que hicieran sus propias creaciones multimedia de música y vídeo utilizando solamente programas libres, bajo la política de licencias Creative Commons.
La zona abierta al público contó con la presencia de 119.000 visitantes de los cuales 6.819 personas asistieron al área de Inclusión Digital, donde conocieron más sobre el mundo de los computadores y el internet.

#### Campus Party Colombia
En julio de 2009 Campus Party Colombia reunió a 3.671 campuseros, quienes recibieron más de 300 horas de formación, talleres y actividades colaborativas, brindadas por el SENA, que se dividían en diez áreas de contenidos.
Se contó con la presencia de personalidades como: Kevin Mitnick, ex hacker más famoso del mundo, John "Maddog" Hall, presidente de Linux International, Michael Carroll miembro fundador de Creative Commons., Patricio Lorente expresidente de Wikimedia Argentina, participó con su conferencia sobre “Wikipedia: Haciendo Wikipedia”. Quienes contaron sus experiencias y ayudaron a promover el conocimiento entre los participantes.
La zona abierta al público recibió este año más de 90.000 visitantes que lograron interactuar, conocer, utilizar los adelantos y propuestas sobre robótica, realidad virtual, interfaces digitales y novedosos juegos.
Campus Party en alianza con la Alcaldía Mayor de Bogotá logró capacitar a 8.400 personas, bajo la actividad llamada “Bautizo Digital”, donde se interactuó con las computadoras para conocer sus aplicaciones de software y los accesorios que pueden ayudar a crear nuevas formas de interacción y comunicación.
Se logró el acercamiento de 700 trabajadores de pymes, micro y medianas empresas, a las Tics para utilizar este conocimiento en el mejoramiento de la administración de sus empresas. Esta actividad se realizó en conjunto con el Ministerio de Comunicaciones
Gracias al Ministerio de Educación, 130 maestros de diferentes ciudades del país, reflexionaron sobre las diversas formas de aprovechamiento de las tecnologías de información y comunicación para el ejercicio docente.

#### Campus Party Valencia
Asistieron a Valencia 6.077 participantes, de los cuales 4.000 tenían puesto en sala. Los campuseros contaron con un ancho de Banda de 10 Gb/s y disfrutaron de más de 87 actividades entre talleres y conferencias. Al evento en 2010 asistió el mito de la informática y creador del PC Steve Wozniak. En 2011 asistió el internacionalmente reconocido Ferrán Adrià así como el genio del hacking y la ingeniería social Kevin Mitnick, siendo el último año que se celebró el evento en España.
En 2012, la Generalidad Valenciana y Ayuntamiento de Valencia retiraron las ayudas públicas (alrededor del millón de euros por año) por lo que el evento se canceló. Posteriormente, la organización publicó que la realización de Campus Party España 2012 sería en Barcelona, hacia la tercera semana de julio. Posteriormente se anunció el retraso del evento hasta la tercera semana de julio. Finalmente, se rompieron las negociaciones con el Ayuntamiento de Barcelona, incapaz de asumir el alto coste del evento en la situación de crisis de 2012. De esta forma, se pospuso Campus Party España hasta otro año.

### Campus Party México

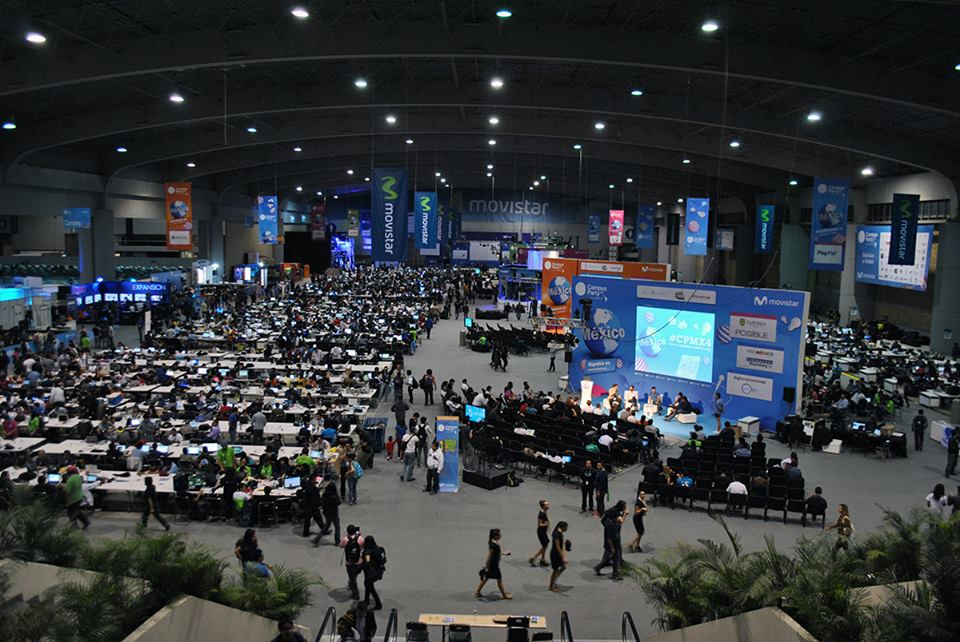
Campus Party México 2013.

Del 12 al 16 de noviembre de 2009 se realizó el primer Campus Party en México con 3.527 participantes. Un ancho de banda de 8 Gb/s para los campuseros. Adicionalmente, Movistar realizó un experimento de nueva tecnología 3G, repartiendo pinchos para conectarse usando dicha tecnología a 300 usuarios simultáneos. El récord de transferencia usando esta tecnología fue de 8 Mb/s.
Del 9 al 15 de agosto de 2010 se llevó a cabo la segunda edición de Campus Party México, rompiendo la cifra récord de cualquier otra edición, con 6519 usuarios registrados. Se tuvo una velocidad de internet de 10 Gb/s de ancho de banda y hasta 8 conferencias y/o talleres simultáneos contando con 400 horas de ponencias, incluyendo a personalidades como Steve Wozniak, Peter Sunde y Kevin Mitnick
Del 18 al 24 de julio de 2011 se realizó la tercera edición Campus Party México con 7.000 campuseros.
A mediados de 2012 Francisco Ragageles organizador del evento mencionó por medio de su cuenta de Twitter
"Aun no tenemos fecha ni local cerrados, obviamente el tiempo avanza en nuestra contra, podría ser primer trimestre 2013".
La cuarta edición de Campus Party México originalmente estaba planeada para celebrarse los días 25, 26, 27 y 28 de marzo de 2013 pero semanas antes de llegar la fecha, Futura Networks envía un comunicado postergando la fecha de dicha edición para julio del mismo año. Algunos campuseros que ya tenían entradas y boletos de viaje molestos por la falta de compromiso de la empresa cancelaron su asistencia, otro grupo de usuarios que aún no tenían boletos de entrada decidieron dejar de asistir al evento por la falta de credibilidad. Aun así se celebró el evento del 30 de julio al 4 de agosto.
Eventos como Aldea digital han aprovechado la situación para realizar la cuarta edición de Aldea Digital en Zócalo de la Ciudad de México del 16 al 18 de marzo de 2013.
La quinta edición de Campus Party México se celebró del 24 al 29 de junio del 2014.En Guadalajara.
La sexta edición CPMX6, se celebró del 22 al 26 de julio en Expo Guadalajara, Jalisco.

### Campus Party 2013

#### Campus Party Quito
Se desarrolló en el CEMEXPO, cerca de la Mitad del Mundo, del 18 al 22 de septiembre.

### Campus Party 2014

#### Campus Party Quito 2014
La cuarta edición de Campus Party en Quito, Ecuador se desarrolló en CEMEXPO, del 17 al 21 de septiembre de 2014.

### Campus Party 2015

#### Campus Party Brasil
Se desarrolló la octava edición en este país, en la ciudad de Sao Paulo. Contó con la presencia de 8.000 campuseros.

#### Campus Party Ecuador

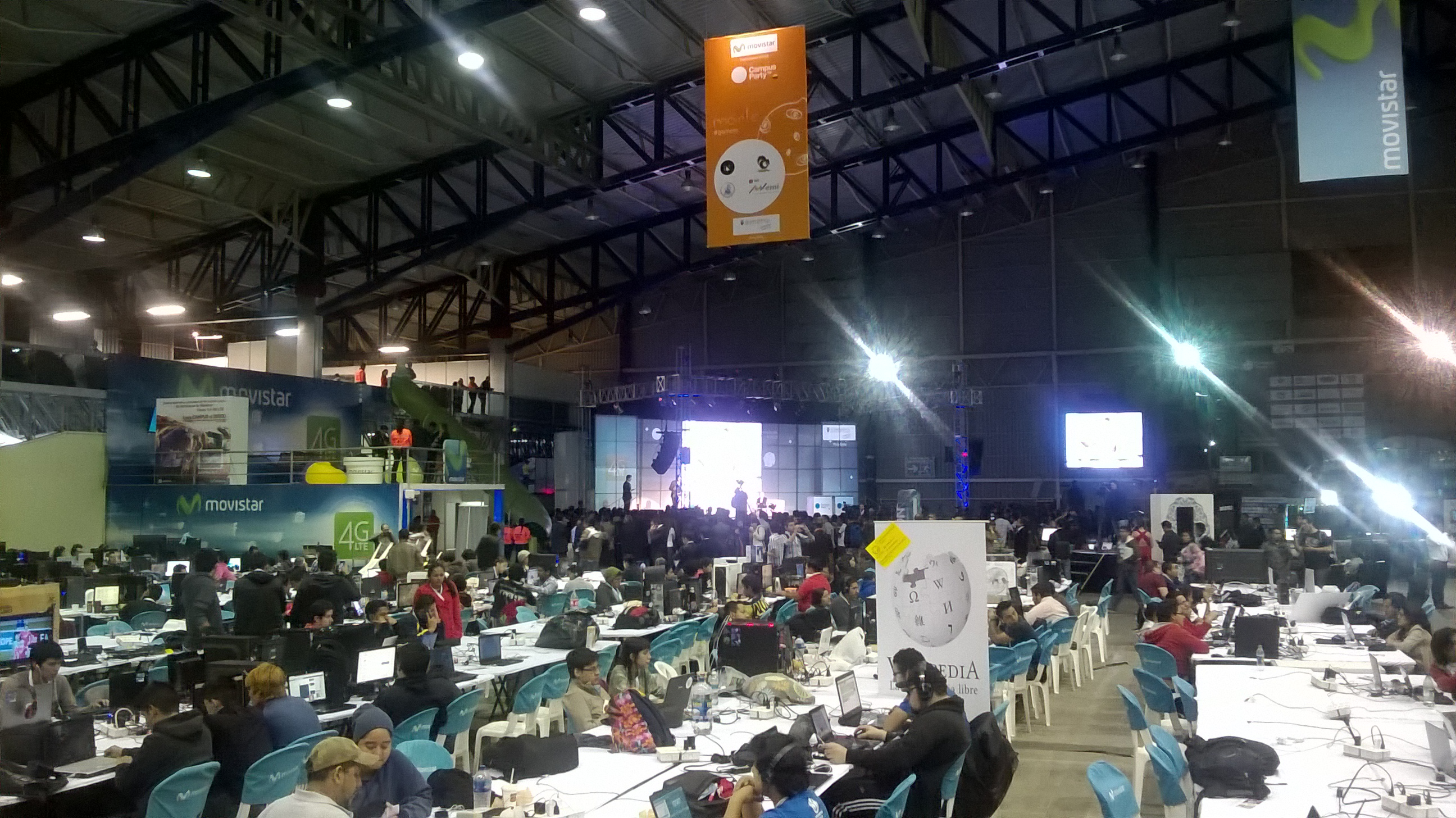
Campus Party Ecuador 2015

La quinta edición de Campus Party en Ecuador se desarrollará en CEMEXPO del 30 de septiembre al 4 de octubre de 2015 En esta edición, Movistar Ecuador proveyó al evento de una conectividad de 7 Gbps para los campuseros. La ponencia magistral fue de Bruce Dickinson, el día jueves 1 de octubre.

## Prácticas polémicas y bancarrota
El 26 de noviembre de 2016 el Juzgado de lo Mercantil n.º 8 de Madrid publica un edicto donde declara en concurso de acreedores (quiebra) a la empresa Futura Networks S.L., organizadora de la Campus Party.
Entre las prácticas cuestionables que se atribuyen a la empresa se encuentra la de acumular «las deudas con sus proveedores y trabajadores hasta el límite —en ocasiones durante años—» mientras sus directivos se beneficiaban de ingresos directos e indirectos cuestionables de miles de euros, además de haber cargado a la empresa de algunos gastos no fácilmente justificables. La empresa acumulaba una deuda de unos 9 millones de euros.